# Ivan Lovrenović

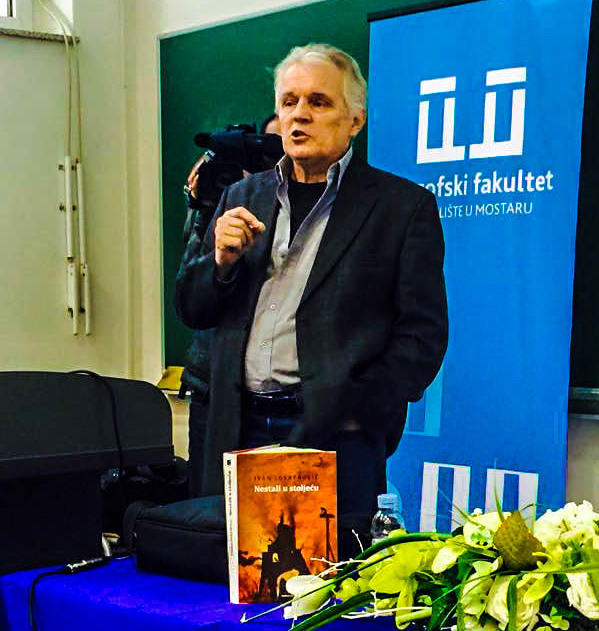
Ivan Lovrenović

Ivan Lovrenović (geboren am 18. April 1943 in Zagreb, Unabhängiger Staat Kroatien) ist ein bosnisch-herzegowinischer Publizist, Schriftsteller, Essayist und Verleger.

## Leben
Die Grund- und Realschule absolvierte er in Mrkonjić Grad. In Zagreb absolvierte er das Abitur und schloss als Magister in kroatischer oder serbischer Sprache und jugoslawischer Literatur im Haupt- und Ethnologie im Nebenfach an der Philosophischen Fakultät ab. Bis 1976 war er als Lehrer am Gymnasium in Mrkonjić Grad tätig, danach arbeitete er in Sarajevo als Verleger der Zeitschrift für Kultur und gesellschaftliche Fragen Odjek und den Verlagen „Veselin Masleša“ und „Svjetlost“.
Er ist Mitunterzeichner des Offenen Briefes bosnisch-herzegowinischer und kroatischer Schriftsteller (Miljenko Jergović, Ivo Komšić, Ivan Kordić, Ivan Lovrenović, Mile Stojić) an den Präsidenten der Republik Kroatien Franjo Tuđman vom 6. Januar 1992, der ihn verantwortlich macht für die politische Vernichtung Bosniens und Herzegowinas. 1993 verließ Lovrenović das seit dem 5. April 1992 von der Jugoslawischen Volksarmee belagerte Sarajevo, nachdem er ein Jahr zuvor von derselben Armee aus seinem Stadtviertel Grbavica vertrieben worden war. In Zagreb arbeitete er als Diplomat für die Botschaft von Bosnien und Herzegowina. Nach Unterzeichnung des Daytoner Abkommens und die Reintegration der Grbavica 1996 lebt er wieder in Sarajevo als unabhängiger Publizist und Verleger.

## Werke (Auswahl)
Bücher:
- Obašašća i basanja, poetska proza (Sarajevo 1975, Zagreb 2004)
- Putovanje Ivana Frane Jukića, roman (Mostar 1977, Sarajevo 1984, Zagreb 2003, Banja Luka 2005)
- Bosna i Hercegovina, ilustrovana monografija (Sarajevo 1980)
- Književnost bosanskih franjevaca, hrestomatija (Sarajevo 1982)
- Skice, lajtmotivi, eseji (Banja Luka 1986)
- Labirint i pamćenje, kulturnohistorijski esej o Bosni (Sarajevo 1989, 1990, Klagenfurt 1994)
- Liber memorabilium, roman (Zagreb 1994, 2003)
- Ex tenebris, sarajevski dnevnik (Zagreb 1994)
- Welt ohne Brücke – Svijet bez mosta, eseji (Berlin 1994)
- Bosna, kraj stoljeća, eseji, članci (Zagreb 1996)
- Unutarnja zemlja – kratki pregled kulturne historije Bosne i Hercegovine (Zagreb 1998, 1999, 2004)
- Bosnien und Herzegowina: Eine Kulturgeschichte (Bozen-Wien 1998)
- Bosna a Hercegovina: Kratky prehled kulturni historie (Praha 2000)
- Bosnia: A Cultural History, predgovor: Ammiel Alcalay (London-New York 2001)
- Bosanski Hrvati – esej o agoniji jedne evropsko-orijentalne mikrokulture (Zagreb 2002)
- Ex tenebris, eseji, članci, razgovori (Zagreb 2005)
- Duh iz Sindžira, članci, eseji, polemike (Zagreb 2005)
- Poslije kraja (kronike) (Zagreb 2005)
- Sedam dana po Bosni (Zagreb 2009)
- Bosna i Hercegovina – Budućnost nezavršenog rata; (sa Miljenkom Jergovićem)  Novi liber, Zagreb 2010. ISBN 978-953-6045-07-5

Anthologien:
- Antologija bosanskohercegovačke pripovijetke XX vijeka, s Enverom Kazazom i Nikolom Kovačem (Sarajevo 2000)
- Za gradom jabuka, 200 najljepših sevdalinki (Sarajevo 2005)

Texte für Dokumentationen:
- Sto godina Zemaljskog muzeja u Sarajevu (1989)
- Stoljeća Bosne Srebrene (1990)